# 俄罗斯外交部
俄罗斯联邦外交部（羅馬化：Ministerstvo inostrannykh del Rossiyskoy Federatsii）是俄罗斯联邦政府组成部门之一，负责俄罗斯的外交事务。

## 外交部長
现任外交部长为谢尔盖·拉夫罗夫，2004年上任。
以下為俄羅斯聯邦時期外交部長列表。
| 屆別 | 姓名                | 黨籍           | 任期                         |
| ---- | ------------------- | -------------- | ---------------------------- |
| 1    | 安德烈·科濟列夫     | 俄羅斯民主選擇 | 1990年10月11日—1996年1月10日 |
| 2    | 葉夫根尼·普里馬科夫 | 無             | 1996年1月10日—1998年9月11日  |
| 3    | 伊戈爾·伊萬諾夫     |                | 1998年9月11日—2004年3月9日   |
| 4    | 谢尔盖·拉夫罗夫     | 統一俄羅斯     | 2004年3月9日—現任            |

## 官方網站
- 官方网站 （俄文）（英文）
- 俄罗斯外交部的Facebook專頁
- 俄罗斯外交部的X（前Twitter）
- 俄罗斯外交部的Instagram帳戶
- YouTube上的俄罗斯外交部頻道
- 俄罗斯外交部的Telegram（俄文）
- 俄罗斯外交部的Telegram（英文）
- 俄罗斯外交部的新浪微博